# Kurt Rydé
Kurt Melker Rydé, född 31 augusti 1921 i Ryssby församling i Ljungby kommun i Kronobergs län, död 13 maj 2017 i Stockholm, var en svensk företagsledare.
Kurt Rydé var son till folkskollärare Anders Rydé och Annie, ogift Johansson. Han blev filosofie kandidat vid Lunds universitet 1947 och politices magister 1950. Han var anställd hos Svenska Sockerfabriks AB (SSA) som statistiker 1950–1951, sekreterare och aktuarie hos SAF 1952–1960 och hos AB Stockholms bryggerier 1961–1963 först som direktörsassistent och sedan som ekonomidirektör.
Som vice VD och chef var han verksam vid dryckesrörelsen Pribo (Prippbolagen) AB 1964–1971, han var VD för AB Pripps bryggerier 1972–1981 och sedan VD för AB Mancon från 1982. Han har haft en rad olika styrelseuppdrag, bland annat som ordförande i Allkartong AB, Svenska Logica AB samt vice ordförande i Siab och Fastighets ab Hufvudstaden.
Han var från 1949 till 1984 gift med Maj-Britt Thörn (1923–2023), dotter till målare Allan Thörn och Signe Thörn. De fick barnen Anne-Lie Rydé 1956 och Joakim Rydé 1959. Kurt Rydé är begravd på Hedvig Eleonora kyrkogård i Stockholm.